# Lavaré
Lavaré – miejscowość i gmina we Francji, w regionie Kraj Loary, w departamencie Sarthe.
Według danych na rok 1990 gminę zamieszkiwały 712 osoby, a gęstość zaludnienia wynosiła 31 osób/km² (wśród 1504 gmin Kraju Loary Lavaré plasuje się na 719. miejscu pod względem liczby ludności, natomiast pod względem powierzchni na miejscu 452.).